# Rycina Flammariona

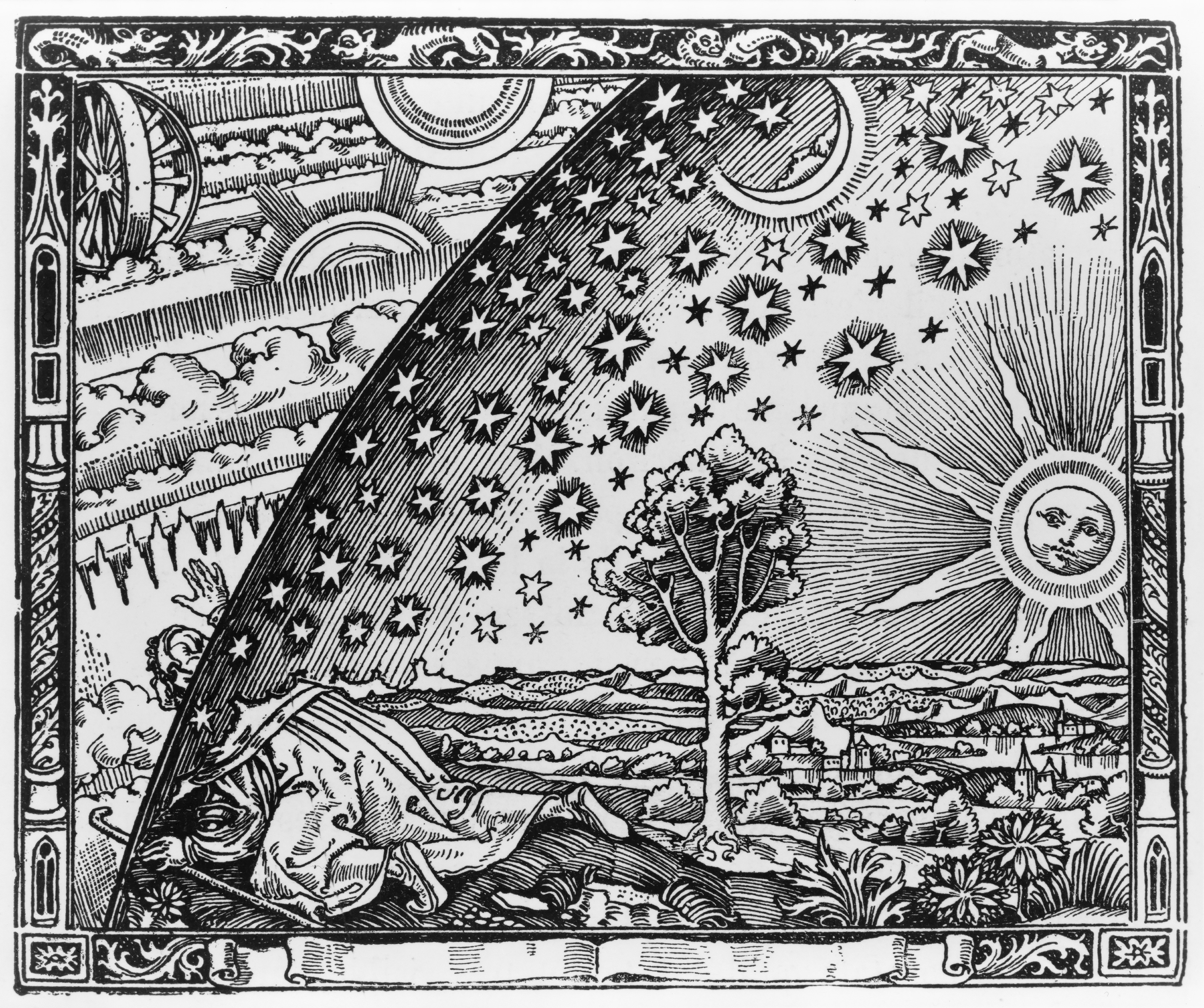
Rycina Flammariona.

Rycina Flammariona – drzeworyt nieznanego autora. Po raz pierwszy został opublikowany w książce francuskiego astronoma Camille'a Flammariona. 
Ilustracja w 1888 została umieszczona w książce L'Atmosphere: météorologie populaire astronoma Camille'a Flammariona. Przedstawia człowieka wyciągającego rękę w kierunku gwiazd. Przekracza symboliczną granicę pomiędzy Ziemią, a niebem. Stanowi alegorię ludzkich poszukiwań i przekraczania granic. Autor ryciny nigdy nie został określony i dlatego jest powszechnie znana jako rycina Flammariona. 
W 1970 pojawiła się barwna wersja ryciny stworzona przez Robertę Weir.  
Ilustracja stała się inspiracją m.in. dla obrazów Claire de Lune (1985) Henryka Wańka oraz Metafizyka (2015) Macieja Świeszewskiego.   